# Mardi Gras (Album)
Mardi Gras ist das siebte und letzte Studioalbum der US-amerikanischen Rockgruppe Creedence Clearwater Revival und erschien im April 1972 bei dem Plattenlabel Fantasy Records.

## Hintergrund
Benannt wurde das Album nach Mardi Gras, dem Karnevalsfest des amerikanischen Südens. Das Album entstand, nachdem Tom Fogerty die Gruppe 1971 verlassen hatte. Geprägt ist es im Wesentlichen durch die sich abzeichnenden Differenzen in der Band. Während bei den früheren Alben alleine John Fogerty die Songs und die Arrangements schrieb und auch produzierte, war man nun übereingekommen, die Rollen stärker zu verteilen, da Stu Cook und Doug Clifford mit ihren Rollen im Hintergrund der Band nicht mehr zufrieden waren. Dies führte dazu, dass Clifford und Cook in den Songs, die sie geschrieben hatten, auch sangen.
Das Album wurde von den Kritikern überwiegend negativ bewertet und verkaufte sich weniger gut als seine Vorgänger.

## Titelliste
1. Lookin’ for a Reason (Fogerty) – 3:28
2. Take It Like a Friend (Cook) – 3:00
3. Need Someone to Hold (Clifford, Cook) – 3:00
4. Tearin’ Up the Country (Clifford) – 2:14
5. Someday Never Comes (Fogerty) – 4:01
6. What Are You Gonna Do? (Clifford) – 2:53
7. Sail Away (Cook) – 2:29
8. Hello Mary Lou (Gene Pitney) – 2:14
9. Door to Door (Cook) – 2:09
10. Sweet Hitch-Hiker (Fogerty) – 2:59

## Produktion
- Produzenten: Doug Clifford, Stu Cook, John Fogerty
- Engineer: Russ Gary, Kevin L. Gray, Steve Hoffman
- Mastering Supervisor: Tamaki Beck
- Mastering: Shigeo Miyamoto
- Remastering: George Horn
- Arrangers: Doug Clifford, Stu Cook, John Fogerty
- Art Direction: Tony Lane
- Design: Tony Lane
- Coverdesign: Tony Lane
- Coverfotos: Bob Fogerty, Baron Wolman
- Liner Notes: Craig Werner

## Charts
Album
| Jahr | Chart      | Platz |
| ---- | ---------- | ----- |
| 1972 | Pop Albums | 12    |

Singles
| Jahr | Single              | Chart       | Platz |
| ---- | ------------------- | ----------- | ----- |
| 1971 | Sweet Hitch-Hiker   | Pop Singles | 6     |
| 1972 | Someday Never Comes | Pop Singles | 25    |